# Dimitris Wlachojanis
Dimitris Wlachojanis (1923. május 2. – 2008. július 25.) osztrák nemzetközi labdarúgó-játékvezető.

## Pályafutása

### Nemzetközi játékvezetés
Az Osztrák labdarúgó-szövetség Játékvezető Bizottsága (JB) terjesztette fel nemzetközi játékvezetőnek, a Nemzetközi Labdarúgó-szövetség (FIFA) 1962-től tartotta nyilván bírói keretében. Több nemzetek közötti válogatott és klubmérkőzést vezetett vagy partbíróként szolgálta a labdarúgást. Az osztrák nemzetközi játékvezetők rangsorában, a világbajnokság-Európa-bajnokság sorrendjében többedmagával a 29. helyet foglalja el 1 találkozó szolgálatával. 1972-ben vonult vissza az aktív nemzetközi játékvezetéstől. Nemzetközi mérkőzéseinek száma: 20.

#### Világbajnokság
A világbajnoki döntőhöz vezető úton Angliába a VIII., az 1966-os labdarúgó-világbajnokságra a FIFA JB játékvezetőként alkalmazta.
| Időpont           | Helyszín                       | Mérkőzés típusa           | Mérkőzés                  | Eredmény | Nézők száma | Partbírók               |
| ----------------- | ------------------------------ | ------------------------- | ------------------------- | -------- | ----------- | ----------------------- |
| 1965. április 18. | Crvene Zvezde Stadion, Belgrád | előselejtező (3. csoport) | Jugoszlávia–Franciaország | 1 : 0    | 23 906      | Franz Mayer/Karl Kainer |

#### Nemzetközi kupamérkőzések

##### Kupagyőztesek Európa-kupája
| Időpont          | Helyszín             | Mérkőzés típusa             | Mérkőzés         | Eredmény | Nézők száma |
| ---------------- | -------------------- | --------------------------- | ---------------- | -------- | ----------- |
| 1966. március 1. | Népstadion, Budapest | negyeddöntő, első találkozó | Honvéd–Liverpool | 0 : 0    | 16163       |

## Magyar vonatkozás
| Időpont              | Helyszín             | Mérkőzés típusa | Mérkőzés                   | Eredmény | Nézők száma |
| -------------------- | -------------------- | --------------- | -------------------------- | -------- | ----------- |
| 1966. szeptember 28. | Népstadion, Budapest | felkészülési    | Magyarország–Franciaország | 4 : 2    | 25 000      |

## Külső hivatkozások
- Dimitris Wlachojanis. World Referee. [2011. szeptember 21-i dátummal az eredetiből archiválva]. (Hozzáférés: 2011. március 23.)
- Dimitris Wlachojanis. zerozerofootball.com. (Hozzáférés: 2011. március 23.)[halott link]
- Dimitris Wlachojanis. scoreshelf.com. [2015. április 8-i dátummal az eredetiből archiválva]. (Hozzáférés: 2011. március 23.)
- Dimitris Wlachojanis. eu-football.info. (Hozzáférés: 2011. március 23.)